# Алторп
Алторп (на английски: Althorp) е аристократично имение, паметник на архитектурата (Listed building) в Англия, в гражданската енория на Алторп, Западен Нортхамптъншър, с площ от около 13 000 акра. По шосе е на около 6 mi (9,7 km) северозападно от Нортхамптън и на около 75 mi (121 km) северозападно от централен Лондон. Собственост на видния аристократичен род Спенсър в продължение на повече от 500 години, настоящият собственик е Чарлз Спенсър, 9-ти граф Спенсър (от 1992 г.), брат на лейди Даяна Спенсър (по-късно принцеса на Уелс). Тя живее тук след развода на родителите ѝ до брака ѝ с Чарлз, принц на Уелс (по-късно крал Чарлз III).
Алторп се споменава като малко селце в Книгата на Страшния съд от 1086 г. като „Olletorp“, а до 1377 г. става село с население от над петдесет души. През 1508 г. Джон Спенсър закупува имението Алторп с парите от бизнеса се за развъждане на овце. Постепенно Алторп се превръща в един от видните аристократични домове в Англия. Резиденцията датира от 1688 г., заменяйки по-ранна сграда, някога посетена от Чарлз I. Семейство Спенсър събира обширна колекция от произведения на изкуството и други ценни предмети. През XVIII век Домът им се превръща в основно английско културно средище и редовно се посещава от много видни членове на управляващата класа на Великобритания. Джордж Джон, 2-ри граф Спенсър, който притежава Алторп между 1783 г. и смъртта си през 1834 г., събира една от най-големите частни библиотеки в Европа, достигнала над 100 000 тома към 30-те години на XIX век. След като изпада във финансови затруднения, Джон Спенсър, 5-ти граф Спенсър, известен като Червения граф, през 1892 г. продава голяма част от колекцията си за попълване на библиотеката на университета в Манчестър. През XX век много от мебелите на Алторп са разпродадени, като само между 1975 и 1992 г. на търг е продадено приблизително 20% от имуществото.
Къщата в Алторп в началото е класическа сграда в Тюдорски стил от червени тухли, но външният ѝ вид е радикално променен през 1788 г., когато архитектът Хенри Холанд прави големи промени. Към екстериора са добавени т.нар. „математически“ плочки, облицоващи тухлите, а отпред са добавени четири коринтски пиластъра. Големият вестибюл на къщата, Wootton Hall, е посочен от сър Николаус Певснер като „най-благородната джорджианска стая в окръга“. Голямата трапезария в разширението на източното крило на къщата е добавена през 1877 г. по проект на Джон Маквикар Андерсън, стените ѝ са облицовани с избеляла червена дамаска коприна. По времето на Втората световнавойна и Блица в Алторп са пренесени за съхранение множество камини и мебели от Spencer House в Лондон и те все още са тук. Картинната галерия се простира на 115 ft (35 m) на първия етаж на западното крило и е един от най-добрите запазени образци на оригинална дървена дограма и атмосфера от епохата Тюдор. Съдържа богата колекция от портрети, включително „Война и мир“ на Антонис ван Дайк, портрет на Джеймс I от Джон де Криц, портрет на Чарлз II от Мери Бийл и много други. През 80-те години на миналия век са изразходвани около 2 милиона паунда за реконструкция на двореца и тогава са разпродадени повечето от религиозните картини.
Общо в земите на имението има 28 забележителни сгради и постройки. Сред тях са бившата соколарница, построена през 1613 г., къщата на градинаря, западните и източните вили. Конюшните са проектирани от архитект Роджър Морис под паладианско влияние в началото на 1730 г. Френският ландшафтен архитект Андре Льо Нотър е натоварен да оформи парка и територията през 1660-те години, а в края на XVIII век са направени допълнителни промени под ръководството на Хенри Холанд. След смъртта на Даяна, принцесата на Уелс, тя е погребана на малък остров в средата на декоративно езеро. Храмът в дорийски стил с името на Даяна, изписано отгоре, разположен срещу езерото, е туристическа атракция през юли и август, когато къщата и имението са отворени за посещения.